# Gino Cimoli
Gino Nicholas Cimoli (San Francisco, 18 dicembre 1929 – Roseville, 12 febbraio 2011) è stato un giocatore di baseball statunitense.
Vinse la World Series nel 1960 con i Pittsburgh Pirates, ed è considerato una della stelle del baseball americano.
Giocò come battitore e lanciatore.

## Carriera
Disputò il suo primo match il 19 aprile 1956 e l'ultimo 9 anni dopo, il 7 maggio 1965.
Durante la sua carriera cambiò molte squadre:
- Brooklyn/Los Angeles Dodgers (1956-1958)
- Saint Louis Cardinals (1959)
- Pittsburgh Pirates (1960-1961)
- Milwaukee Braves (1961)
- Kansas City Athletics (1962-1964)
- Baltimore Orioles (1964)
- California Angels (1965)